# Marcusenius macrophthalmus
Marcusenius macrophthalmus es una especie de pez elefante eléctrico en la familia Mormyridae presente en los afluentes de la cuenca del Río Congo, entre ellos el Río Kasai. Es nativa de la República democrática del Congo; puede alcanzar un tamaño aproximado de 125 mm.
Respecto al estado de conservación, se puede indicar que de acuerdo a la IUCN, no existen antecedentes suficientes para poder catalogar a esta especie en alguna categoría.